# Dracaena bicolor
Dracaena bicolor är en sparrisväxtart som beskrevs av William Jackson Hooker. Dracaena bicolor ingår i släktet dracenor, och familjen sparrisväxter. Inga underarter finns listade i Catalogue of Life.